# Jonas Bloch
Jonas Bloch (Belo Horizonte, 1939. február 8. –) brazil színész. Ukrajnai zsidó származású, a szintén színész Débora Bloch édesapja.

## Válogatott filmográfia
- Quilombo (1984)
- Avaete, Seed of Revenge (1985)
- The Man in the Black Cape (1986)
- Mulheres de Areia (1993)
- A Viagem (1994)
- Tropicaliente (1994)
- Irmãos Coragem (1995)
- Malhação (1998)
- O Circo das Qualidades Humanas (2000)
- Woman on Top (2000)
- Mango Yellow (2002)
- O Quinto dos Infernos (2002)
- Jamais Te Esquecerei (2003)
- A Lei e o Crime (2009)
- Bela, a Feia (2009)
- Vitória (2014)